# Willem Lantman
Willem Christiaan Lantman (Zwolle, 1778 - Verenigde Staten, na 1848) was burgemeester van Borne van 1811 tot 1843. In 1792 werd hij benoemd tot cadet in het leger van de erfprins van Oranje-Nassau. Hij was aanvankelijk maire en was ook schout. Lantman was de allereerste notaris in Borne, benoemd door keizer Napoleon Bonaparte in 1812 en was ook plaatsvervangend rechter in Almelo. Hij trouwt in 1801 met Johanna van der Heijden, waarmee hij in Borne gaat wonen. In 1848 verkoopt hij vele bezittingen in Nederland en emigreert hij naar Manhattan. De Lantmanstraat te Borne is naar hem vernoemd. 